# بونت كانافيزي
بونت كانافيزي هي كومونا (بلدية) في مدينة توينو في إقليم بيدمونت الإيطالي، وتقع على بعد حوالي 40 كيلومتر (25ميلاً) شمال تورين. تحتل سهلا نهريا بين نهري أوركو وسوانا: بونت مشتقة من كلمة لاتينية كونها الكلمة الفرنسية لكلمة (جسر) التي تم بناؤها تاريخياً لعبور تلك الأنهار.
تقع بونت كانافيزي على حدود البلديات التالية : Ronco Canavese، إنغيريا، فراسينيتو، سباروني، كيسانوفا، كورني وألبيت. تشمل المعالم السياحية الموقع الأثري لسانتا ماريا في دوبليزيو ، وكنيسة سان كوستانزو (1328) وسلسلة من الأبراج التي تعود إلى العصور الوسطى ، كانت في السابق تنتمي إلى أقوى العائلات المحلية.